# Port de Freetown
Le port de Freetown (anglais : Port of Freetown) avec le quai Reine Élisabeth II est un port maritime de Freetown, la capitale sierra léonaise.
C'est le plus grand port du pays en termes de superficie et le troisième plus grand port naturel au monde.
Il est exploité par l'autorité portuaire de Sierra Leone (de).

## Localisation, infrastructure, opérations

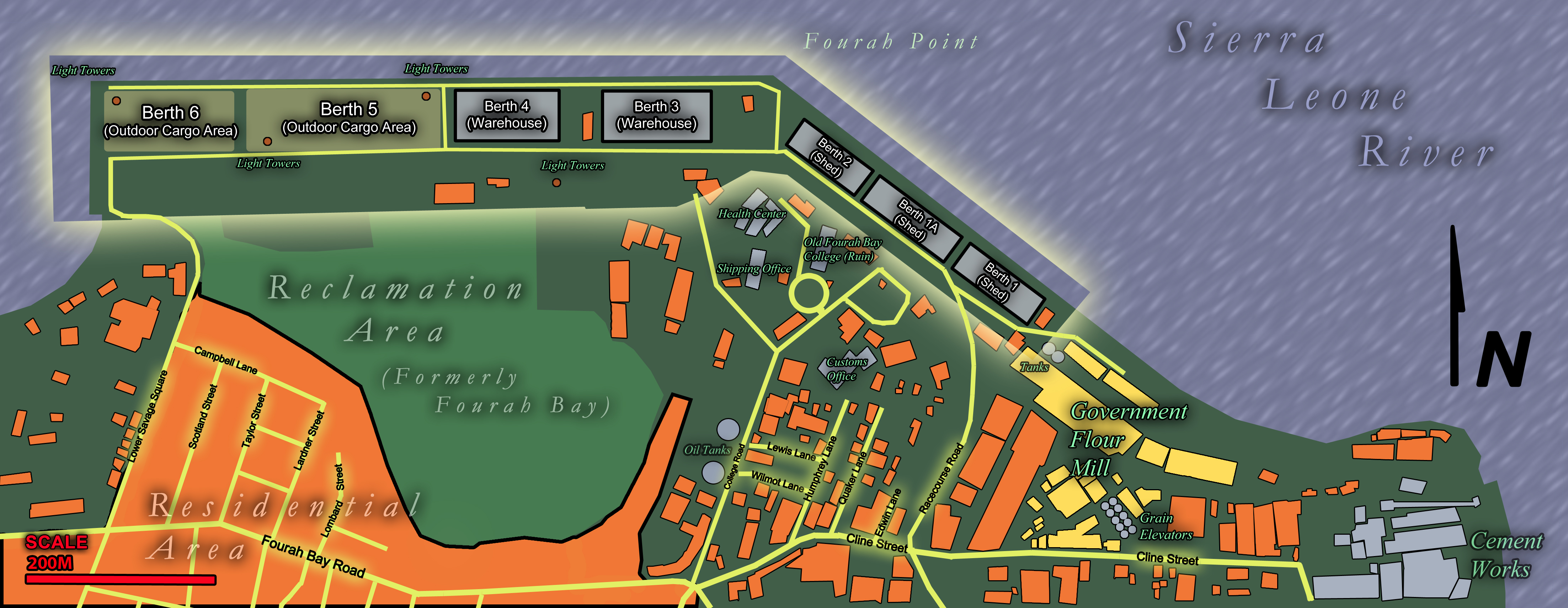
Plan du port

Le port, situé sur la côte sud du fleuve Sierra Leone, dans la baie de Fourah, autorise les navires d'un tirant d'eau maximum de 11,90 mètres. Le port dispose de diverses installations, dont quatre entrepôts, un terminal pétrolier avec des parcs de stockage de gazole, d'essence et de bioéthanol des parcs à conteneurs et des installations de manutention. Le port offre six postes d'amarrage et 31 000 mètres carrés d'espace de stockage. Seuls deux postes d'amarrage d'une longueur de 722 mètres sont activement utilisés.
En novembre 2011, l'exploitation du port à conteneurs a été confiée à la société Bolloré Africa Logistics pour 25 ans. Le port a été massivement agrandi par l'opérateur depuis 2016 pour 130 millions de dollars.

## Histoire
La construction des installations portuaires débuta en 1953 sous le nom de Fourah Bay. Les quais coûtaient à l'époque 1,47 million de livres sterling.

## Importance économique
Le port de Freetown revêt une importance exceptionnelle pour le commerce du pays. Il a été agrandi pour plus de 11 millions de dollars. Un navire de croisière international, le Hamburg (de), a fait escale pour la première fois au port fin 2013.